# Belloa
Belloa Remy – rodzaj roślin z rodziny astrowatych (Asteraceae). Obejmuje co najmniej 11 gatunków występujących naturalnie w Andach w Ameryce Południowej.

## Systematyka
Pozycja według APweb (aktualizowany system APG III z 2009)
Jeden z rodzajów plemienia Gnaphalieae z podrodziny Asteroideae w obrębie rodziny astrowatych (Asteraceae) z rzędu astrowców (Asterales) należącego do dwuliściennych właściwych.
Wykaz gatunków
- Belloa chilensis (Hook. & Arn.) J.Rémy
- Belloa erythractis (Wedd.) Cabrera
- Belloa kunthiana (DC.) Anderb. & S.E.Freire
- Belloa lehmannii (Hieron.) Anderb. & S.E.Freire
- Belloa pickeringii (A.Gray) Sagást. & M.O.Dillon
- Belloa piptolepis (Wedd.) Cabrera
- Belloa plicatifolia Sagást. & M.O.Dillon
- Belloa radians (Benth.) Sagást. & M.O.Dillon
- Belloa schultzii (Wedd.) Cabrera
- Belloa spathulifolia Sagást. & M.O.Dillon
- Belloa wurdackiana V.M.Badillo